# Блумсберг (Пенсильвания)
Блу́мсберг — небольшой город (англ. town) в штате Пенсильвания, США. Является административным центром округа Колумбия. Население — 14 855 чел. (по переписи 2010 года).
По названию города получила своё имя геологическая формация Блумсберг.
В Блумсберге родились Холден Кеффер Хартлайн — лауреат Нобелевской премии по физиологии и медицине 1967 года и Кристен Риттер — американская актриса.

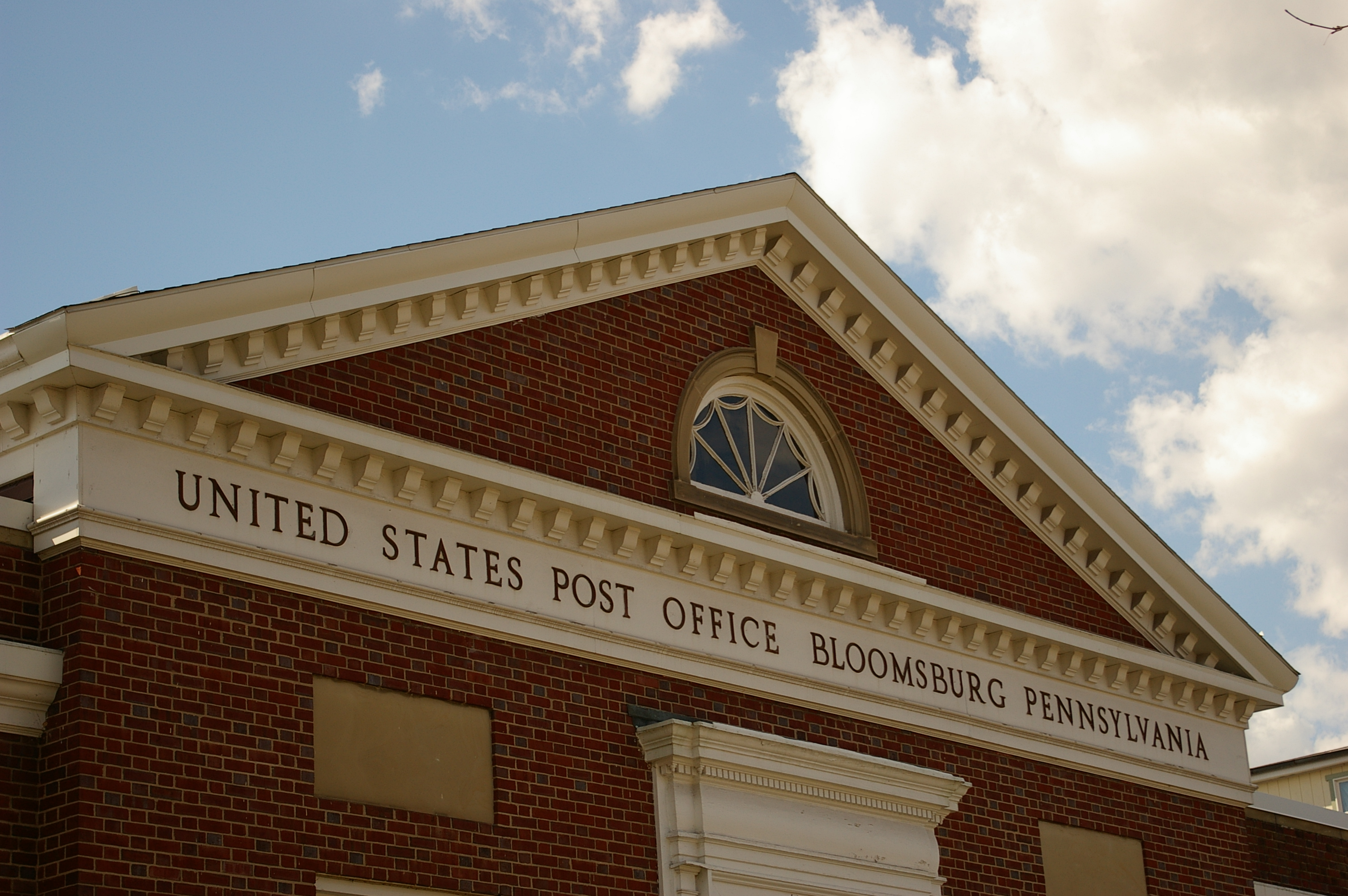
Почтовое отделение.

## География
Город располагается на востоке штата. Площадь Блумсберга составляет 11,888 км², из которых 11,4 км² приходится на сушу, остальное — на водную поверхность.

## История
Основание Блумсберга в 1802 году обычно приписывают Людвигу Эйеру. Тем не менее, самым первым известным поселением на этом месте был пункт лесозаготовки, организованный ещё в 1772 году Джеймсом Макклюром. До середины XIX городок назывался Блум.
4 марта 1870 года поселение было преобразовано в город (town) Блумсберг. Хотя целый ряд городов Пенсильвании нередко называют словом «таун», официально они носят статус города (англ. city), боро или тауншипа (англ. township). Блумсберг позиционирует себя в качестве единственного административно-территориального образования в штате, имеющего статус «тауна». Несмотря на это тауншип Маккэндлс ещё в 1975 году опубликовал устав, озаглавленный «Town of McCandless».

## Население
Согласно результатам переписи 2010 года, население Блумсберга составляет 14 855 человек. При этом мужчин насчитывается 6714, а женщин — 8141 чел. Средний возраст жителей города составил 22 года (22,3 у мужчин и 21,8 у женщин). Расовый состав населения:
| Расовая группа                | Число, чел. | Доля, % |
| ----------------------------- | ----------- | ------- |
| Белые                         | 13 305      | 89,6    |
| Афроамериканцы                | 914         | 6,2     |
| Азиаты                        | 232         | 1,6     |
| Индейцы или уроженцы Аляски   | 16          | 0,1     |
| Уроженцы Океании              | 3           | 0,0     |
| Другие                        | 180         | 1,2     |
| Рождённые от смешанных браков | 205         | 1,4     |

508 человек являются выходцами из стран Латинской Америки.

## Местная власть

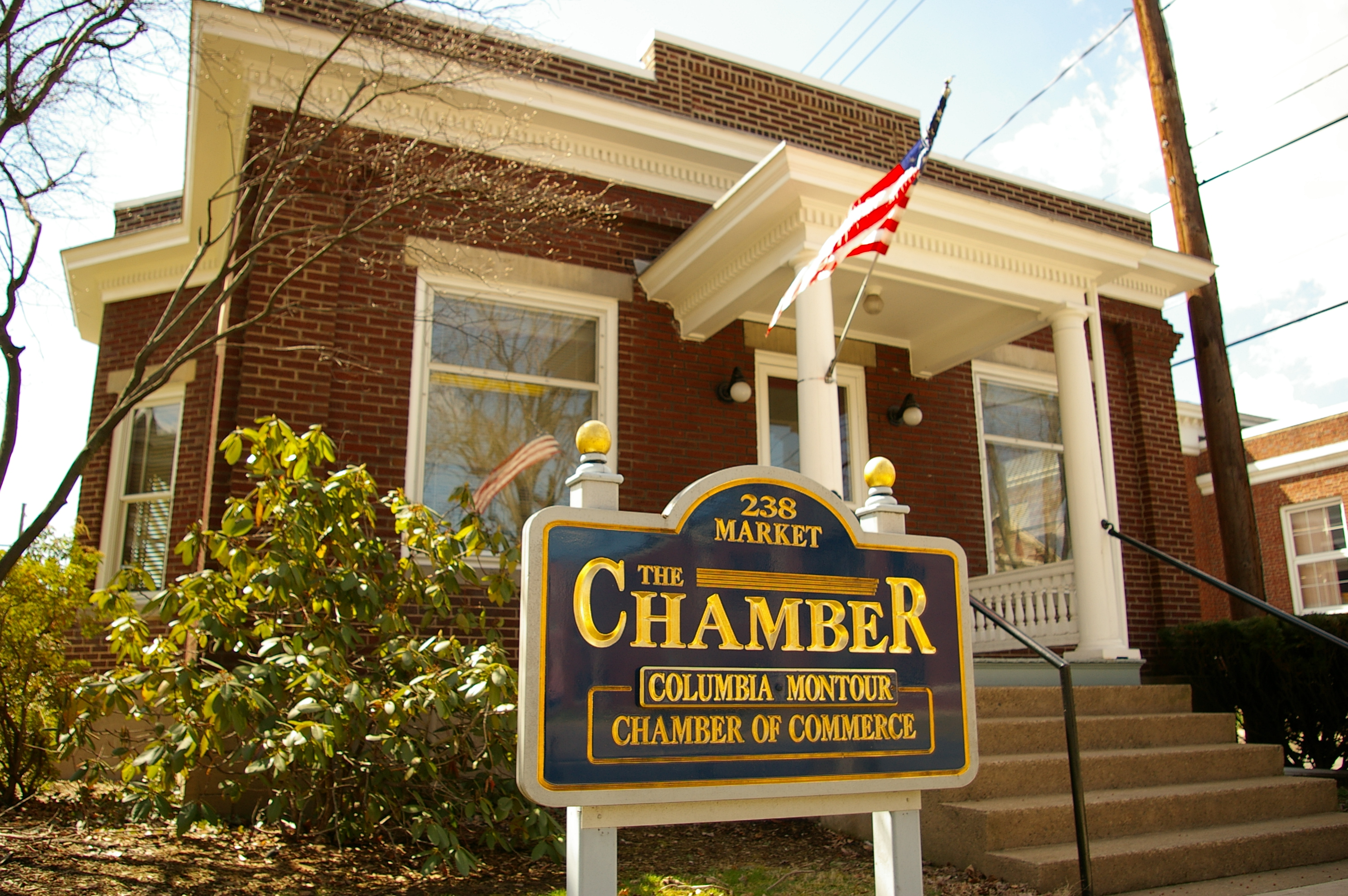
Торговая палата Блумсберга.

Мэром города является Уильям Кришер.
Блумсбергом управляет Городской совет, в который входят 6 человек и мэр.

## Образование
В городе расположено 8 школ окружного значения (в том числе, окружная школа Блумсберга, профессиональная техническая школа Колумбия-Монтур и центральная школа округа Колумбия), 6 частных школ, 10 колледжей и университетов, 4 других образовательных учреждений, а также ресурс, предоставляющий образовательные услуги через интернет.
Крупнейшим вузом города является Блумсбергский университет.

## Культура
В Блумсберге есть городской театр, основанный в 1978 году.
Публичная библиотека обслуживает не только Блумсберг, но и жителей соседних поселений.
Регулярно проводится ярмарка.
В городе есть ряд памятников архитектуры XIX века.

## СМИ
В городе выходит одна газета — «Press Enterprise (Pennsylvania)». Также работает новостной сайт BloomUtoday.com. В Блумсберге доступны три радиостанции, а также ряд кабельных телеканалов, вещающих из Филадельфии, Скрантона и Уилкс-Барре.

## Транспорт
В городе есть аэропорт.
Через Блумсберг проходят трассы US 11, Pennsylvania Route 42 и Pennsylvania Route 487. Севернее пролегает пенсильванский отрезок автотрассы Interstate 80.